# Життя і незвичайні пригоди солдата Івана Чонкіна (роман)
«Життя і незвичайні пригоди солдата Івана Чонкіна» (рос. «Жизнь и необычайные приключения солдата Ивана Чонкина») — роман-анекдот Володимира Войновича. Написаний в 1963-1969 роках. Перша, і найвідоміша книга трилогії (пізніше отримала назву «Особа недоторканна»), згодом були написані ще дві книги про Чонкіна: «Претендент на престол» (1979) і «Переміщена особа» (2007).

## Сюжет
Дія першої частини роману відбувається в СРСР в 1941 році — перед початком і в перші місяці німецько-радянської війни.
У невеликому селі Червоне здійснює вимушену посадку військовий літак У-2. Командування не має можливості відбуксирувати літак і вирішує виставити біля нього чатового.
Неподалік від Червоного, у військовій частині, проходить службу рядовий Іван Чонкін. Непоказний і простодушний солдат, із зовнішністю, далекою від зовнішності зразкового воїна, він відбуває військову повинність у господарському підрозділі полку, займаючись тим, що прибирає гній. Саме його командування відряджає на охорону літака.
У цей час починається війна.
Силою обставин невтомний у роботі і коханні Чонкін опиняється в центрі подій та потрапляє в різні скрутні становища, в яких йому стають на допомогу його нехитрий характер та сільська вдача — він зберігає літак, заводить власне господарство з господинею та бере в полон загін НКВС…

## Історія видання
В СРСР роман тривалий час був під забороною, але нелегально поширювався через самвидав, через що автор піддавався переслідуванням і в 1974 році був виключений зі Спілки письменників СРСР. У 1975 році, після публікації «Чонкіна» за кордоном, автора викликали для бесіди в КДБ, де йому запропонували видаватися в СРСР. На наступній «співбесіді» Войнович був отруєний психотропними засобами.
Уперше в СРСР роман легально був надрукований під час Перебудови в журналі «Юність» — частинами, починаючи з грудня 1988 року.
Окремим виданням роман вийшов уже після розпаду СРСР — в Україні в 1992, пізніше був виданий і в Росії.

## Оцінки твору
Роман викликав в радянському, а згодом і в російському суспільстві досить палку дискусію. Автора звинувачували в знущанні над ідеалами, плюндруванні образу «радянського солдата, який виграв війну». В 2002 в Єкатеринбурзькій єпархії різко виступили проти гастрольного показу вистави «Іван Чонкін» у постановці Олексія Кирющенко, вважаючи о́браз Чонкіна обра́зою самого поняття армії і історії.

## Переклади українською
Вперше окремою книгою роман був виданий в Україні видавництвом «Дніпро» в 1992 році — раніше за російське видання.

## Екранізації
- «Життя і незвичайні пригоди солдата Івана Чонкіна» — художній фільм 1994 року чеського режисера Їржі Менцеля,
- «Пригоди солдата Івана Чонкіна» — російський телевізійний художній фільм 2007 року.

Екранізувати роман також намагався і Ельдар Рязанов.